# Matthias Odeurs
Matthias Odeurs (15 juli 1995) is een Belgisch betaald voetballer. Hij komt momenteel uit voor het Belgische Sint-Truidense VV

## Statistieken
| Seizoen | Club              | Land            | Competitie    | Competitie | Competitie | Beker | Beker | Internationaal | Internationaal | Totaal | Totaal |
| Seizoen | Club              | Land            | Competitie    | Wed.       | Dlp.       | Wed.  | Dlp.  | Wed.           | Dlp.           | Wed.   | Dlp.   |
| ------- | ----------------- | --------------- | ------------- | ---------- | ---------- | ----- | ----- | -------------- | -------------- | ------ | ------ |
| 2013/14 | Sint-Truidense VV | Vlag van België | Tweede Klasse | 1          | 0          | 0     | 0     | —              | —              | 1      | 0      |
| 2014/15 | Sint-Truidense VV | Vlag van België | Tweede Klasse | 1          | 0          | 0     | 0     | —              | —              | 1      | 0      |
| 2015/16 | Sint-Truidense VV | Vlag van België | Eerste Klasse | 0          | 0          | 0     | 0     | —              | —              | 0      | 0      |
| TOTAAL  | TOTAAL            | TOTAAL          | TOTAAL        | 2          | 0          | 0     | 0     | 0              | 0              | 2      | 0      |